# Periploca chrysantha
Periploca chrysantha är en oleanderväxtart som beskrevs av D.S.Yao, X.C.Chen och J.W.Ren. Periploca chrysantha ingår i släktet Periploca och familjen oleanderväxter. Inga underarter finns listade i Catalogue of Life.